# 朗道-费米液体理论
朗道-费米液体理论（英語：Landau–Fermi liquid theory）是描述足够低的温度下大多数金属的费米子相互作用的一般状态。此时，多体系统的离子的相互作用不再小。唯像理论——朗道费米液体理论在1956年由苏联物理学家列夫·朗道提出，后又由阿列克谢·阿列克谢耶维奇·阿布里科索夫和伊萨克·马尔科维奇·哈拉特尼科夫用算图理论予以发展。此理论解释了为何费米子系统的相互作用一部分与费米气体理论相似，而又有所不同。
其应用的很有名的例子如He-3的超流态。